# 그레나데 작전
제2차 세계 대전 기간 그레나데 작전은 1945년 2월 미국 제9군의 로르몬드와 뒤렌 사이의 루르강 도하 작전이다.
2월 9일, 벌지 전투 이후 버나드 로 몽고메리 장군 하의 제21집단군 하에 있던 미국 9군은 루르강을 건너 2월 8일 오전 5시에 네덜란드 네이메헌에서 시작한 베리테블 작전을 수행중인 캐나다 제1군과 만날 예정이었다. 그러나, 캐나다군이 상륙을 시작할 때 독일군은 상류의 댐을 터뜨렸다. 이는 계획되었던 미국의 도강을 막게 했다. 독일군이 이 작전을 할 것이라는 것을 예상했기 때문에, 브레들리 장군이 지휘하는 미국 제12집단군은 이 댐을 점령하고 홍수를 막았다.
2주 동안 강이 범람한 후, 아돌프 히틀러는 원수 게르트 폰 룬트슈테트에게 라인강 건너편으로의 후퇴를 허락하지 않았고 이는 단지 피할 수 없는 전투를 지연시킬 뿐이라고 말했다. 그는 어디에서든지 계속 싸우라고 명령했다.
제9군은 2월 23일이 되어야 강을 도하할 수 있었다. 그리고 나서 다른 연합군은 라인 강에 매우 가까워졌다. 라인강의 서쪽 제방에 머물려 있던 룬트슈테트의 사단은 라인란트 전투에서 포위되어 29만명이 포로가 되었다.

## 참고

### 문헌
- Stacey, Colonel Charles Perry; Bond, Major C.C.J. (1960). 《The Victory Campaign: The operations in North-West Europe 1944–1945》. Official History of the Canadian Army in the Second World War. The Queen's Printer and Controller of Stationery Ottawa.